# Sæby
Sæby este un oraș în Danemarca.